# Смычка (Кемеровская область)
Смы́чка — посёлок в Тисульском районе Кемеровской области. Входит в состав Утинского сельского поселения.

## География
Центральная часть населённого пункта расположена на высоте 248 метров над уровнем моря.

## Население
| 2010 |
| ---- |
| 49   |

### Половой состав
По данным Всероссийской переписи населения 2010 года, в посёлке Смычка проживает 49 человек (29 мужчин, 20 женщин).